# 佐藤多佳子
佐藤 多佳子（さとう たかこ、1962年11月16日 - ）は日本の小説家。児童文学・童話から一般小説まで幅広く手がけている。
童話から一般小説まで手がけ、巧みな心理描写で幅広い年代の共感を得る。2007年『一瞬の風になれ』で本屋大賞受賞。ほかに『しゃべれどもしゃべれども』(1997年)、『黄色い目の魚』(2002年)、『夏から夏へ』(2008年)など。

## 来歴・人物
東京都出身。青山学院中等部・高等部、青山学院大学文学部史学科卒業。大学時代は児童文学サークルに所属（顧問は神宮輝夫）。既婚。
1989年、「サマータイム」で第10回月刊MOE童話大賞を受賞し小説家デビュー。1998年、『しゃべれども しゃべれども』で第19回吉川英治文学新人賞候補、第11回山本周五郎賞候補。『ハンサム・ガール』にて第41回産経児童出版文化賞・ニッポン放送賞受賞。1999年、『イグアナくんのおじゃまな毎日』で第38回日本児童文学者協会賞、第21回路傍の石文学賞、第45回産経児童出版文化賞受賞。2003年、『黄色い目の魚』 で第16回山本周五郎賞候補。2007年、『一瞬の風になれ』で第136回直木三十五賞候補、第28回吉川英治文学新人賞受賞、第4回本屋大賞受賞。2011年、『聖夜』で第60回小学館児童出版文化賞受賞。2017年、『明るい夜に出かけて』で第30回山本周五郎賞受賞。
40年来の横浜DeNAベイスターズファンで横浜スタジアムにも足を運ぶ。

## 著書
- 『おかわりいらない?』（講談社） 1991年3月　ISBN 9784061978195
- 『レモンねんど』（国土社） 1991年6月　ISBN 9784337030060
- 『ごきげんな裏階段』（理論社） 1992年4月　ISBN 9784652072141

収録作：「タマネギねこ」「ラッキー・メロディー」「モクーのひっこし」
- 『ハンサム・ガール』（理論社） 1993年2月　ISBN 9784652004807、のちフォア文庫 1998年7月　ISBN 9784652074329
- 『スローモーション』（偕成社） 1993年4月　ISBN 9784037440503、のちピュアフル文庫 2006年6月　ISBN 9784861763021
- 『しゃべれどもしゃべれども』（新潮社） 1997年8月　ISBN 9784104190010、のち新潮文庫 2000年6月　ISBN 9784101237312
- 『イグアナくんのおじゃまな毎日』（偕成社） 1997年10月　ISBN 9784036101108、のち中公文庫 2000年11月　ISBN 9784122037472
- 『神様がくれた指』（新潮社） 2000年9月　ISBN 9784104190027、のち新潮文庫 2004年9月　ISBN 9784101237336
- 『夏から夏へ』 (集英社） 2008年7月　ISBN 9784087813906、のち集英社文庫 2010年6月　ISBN 9784087465778
- 『三人寄れば、物語のことを』（上橋菜穂子, 荻原規子共著、青土社） 2014年12月
- 『明るい夜に出かけて』（新潮社） 2016年9月、のち新潮文庫 2019年4月
- 『いつの空にも星が出ていた』（講談社） 2020年10月

### 「四季のピアニストたち」
- 『サマータイム 四季のピアニストたち 上』（MOE出版） 1990年7月　ISBN 9784895941310、のち偕成社コレクション 1993年5月　ISBN 9784037440305

収録作：「サマータイム」「五月の道しるべ」
- 『九月の雨 四季のピアニストたち 下』（MOE出版） 1990年10月　ISBN 9784895941327、のち偕成社 1993年5月　ISBN 9784037440404

収録作：「九月の雨」「ホワイト・ピアノ」
- 『サマータイム』（新潮文庫） 2003年9月1日　ISBN 9784101237329

『四季のピアニストたち』上下巻を会わせて文庫化

### 「黄色い目の魚」
- 『黄色い目の魚』（全国学校図書館協議会） 1993年3月　ISBN 9784793381133

集団読書テキストとして出版、短編「黄色い目の魚」のみを収録
- 『黄色い目の魚』（新潮社） 2002年10月　ISBN 9784104190034、のち新潮文庫 2005年11月　ISBN 9784101237343

収録作
「りんごの顔」（『小説新潮』2000年12月号）
「黄色い目の魚」
「からっぽのバスタブ」（『小説新潮』2001年4月号）
「サブ・キーパー」（『小説新潮』2001年6月号）
「彼のモチーフ（『小説新潮』2002年1月号）
「ファザー・コンプレックス」（『小説新潮』2002年3月号）
「オセロ・ゲーム」（『小説新潮』2002年6月号）
「七里ヶ浜」

### 「一瞬の風になれ」
- 『一瞬の風になれ 第1部 イチニツイテ』（講談社） 2006年8月　ISBN 9784062135627、のち講談社文庫 2009年7月　ISBN 9784062764063
- 『一瞬の風になれ 第2部 ヨウイ』（講談社） 2006年9月　ISBN 9784062136051、のち講談社文庫 2009年7月　ISBN 9784062764070
- 『一瞬の風になれ 第3部 ドン』（講談社） 2006年10月　ISBN 9784062136815、のち講談社文庫 2009年7月　ISBN 9784062764087
- 『一瞬の風になれ』3冊セット（講談社） 2007年4月　ISBN 9784069370847

### 「School and Music」
- 『第二音楽室 - School and Music』 (文藝春秋） 2010年11月　ISBN 9784163294902、のち文春文庫 2013年5月　ISBN 9784167857011
- 『聖夜 - School and Music』 (文藝春秋） 2010年12月　ISBN 9784163297903、のち文春文庫 2013年12月　ISBN 9784167857028

### 「シロガラス」シリーズ
1. 『パワー・ストーン』（偕成社） 2014年9月　ISBN 9784037502102
2. 『めざめ』（偕成社） 2014年10月　ISBN 9784037502201
3. 『ただいま稽古中』（偕成社） 2014年11月　ISBN 9784037502300
4. 『お神楽の夜へ』（偕成社） 2015年11月　ISBN 9784037502409
5. 『青い目のふたご』（偕成社） 2018年6月　ISBN 9784037502508